# Joan Vilella Llauradó
Joan Vilella Llauradó (Reus, 27 de desembre de 1842 - 9 de març de 1894) va ser un industrial i polític català, pare de Joan Vilella Estivill i avi de Gaietà i Joan Vilella Puig.
Fill de Pau Vilella Casas i Raimunda Llauradó Estiarre, una família de petits menestrals, es va fer ric aviat amb el patrocini de Jaume Padró i de Felip Font. El 1866 va fundar una empresa, "Vilella hermanos", que es dedicava bàsicament als fruits secs i a les farines. El 1880, fundà, entre una gran polèmica i amb els atacs furibunds de la premsa satírica de l'època, una refineria d'olis minerals batejada amb el nom de La Pensilvània, que sembla que es tractava d'una de les instal·lacions més importants i millor organitzades de l'estat espanyol, amb la qual acumulà una gran fortuna. Políticament liberal, milità al Partit Republicà, i va ser regidor a l'ajuntament de Reus, diputat provincial i diputat a corts, elegit a les eleccions de 1891 pel Partit Demòcrata Possibilista. El 1879 havia estat vicepresident d'un Comitè Democràtic Possibilista a Reus, organitzat per Felip Font i on hi participaven Jaume Padró, Antoni Molner, Marià Grases i Teodor Salvadó entre d'altres. I el 1888 encara formava part de la junta del Casino Republicano Posibilista, fundat aquell any, i on hi havia, també a la junta, Antoni Soler, Jaume Padró, Jaume Aguadé, Teodor Salvadó i Marià Grases. El ràpid ascens social i el seu creixent poder econòmic el van portar a ser president del Consell d'Administració de la Companyia Reusenca de Tramvies, del Centre de Lectura, membre de la Junta de Govern del Banc de Reus, i de "Juan Vilella y Compañía", i ocupà dues vegades la presidència del Sindicato Español de Sociedades Petrolíferas.